# Tuřany (district de Kladno)
Pour les articles homonymes, voir Tuřany.
Tuřany (en allemand : Turschan) est une commune du district de Kladno, dans la région de Bohême-Centrale, en République tchèque. Sa population s'élevait à 615 habitants en 2020.

## Géographie
Tuřany se trouve à 5 km à l'ouest du centre de Slaný, à 12 km au nord-ouest de Kladno et à 34 km au nord-ouest de Prague.
La commune est limitée par Slaný au nord et à l'est, par Studeněves et Řisuty au sud, et par Libovice à l'ouest.

## Histoire
La première mention écrite de la localité date de 1115.